# Zola (cognome)
Zola è un cognome di lingua italiana.

## Varianti
Zol, Zolese, Zolesi, Zoli, Zolla, Zolli, Zollo.

## Origine e diffusione
Cognome tipicamente settentrionale, è presente prevalentemente in Veneto ed Emilia-Romagna.
Potrebbe derivare dal prenome Zolo, variante di Angiolo, rendendo così il cognome variante di Angeli, ma anche da alcuni toponimi, o ancora dal veneto zòla, "capretta", rendendo quindi il cognome affine a Capra.

## Persone
- Francesco Zola – militare e ingegnere italiano naturalizzato francese, padre di Émile Zola
- Gianfranco Zola – allenatore di calcio ed ex calciatore italiano
- Giuseppe Zola – pittore italiano